# 上劳特巴克
上劳特巴克（法語：Oberlauterbach，发音：[obəʁ.lautəʁbak] 或 [obəʁ.lautəʁbax]），或纯音译作奥伯劳特巴克，是法国下莱茵省的一个市镇，位于该省东北部，属于阿格诺-维桑堡区和维桑堡县（Wissembourg）。该市镇总面积5.32平方公里，2009年时的人口为555人。

## 地名
该地名Oberlauterbach来源于德语，前缀“Ober-”在德语中意为“上”，且该地临近下劳特巴克（Niederlauterbach，前缀“Nieder-”在德语中意为“下”；此地或纯音译作“尼德劳特巴克”）。

## 人口
上劳特巴克人口变化图示